# Южноамериканская кваква
Южноамериканская кваква (лат. Pilherodius pileatus) — вид околоводных птиц из семейства цаплевых, выделяемый в одноимённый монотипический род (Pilherodius).

## Описание
Длина тела южноамериканской кваквы достигает 51—59 см, длина крыла 26,3—28,0 см, хвоста от 9,5 до 10,3 см, цевки 9,2—9,9 см. Масса взрослой птицы составляет от 444 до 632 г. Южноамериканская кваква отличается от других цапель ярко-голубым цветом клюва и неоперённых участков вокруг клюва и глаз и чёрным верхом головы (до уровня глаз). Низ головы, шея, грудь и брюхо желтовато-белые или светло-кремовые. Крылья и спина белые. На макушке 3—4 длинных белых пера. Половой диморфизм отсутствует. Молодые птицы похожи на взрослых, только меньше размером и имеют серый оттенок в окраске оперения.

## Ареал и места обитания
Южноамериканская кваква распространена в тропической части Южной и на самом юге Центральной Америки от центра Панамы на севере ареала до восточного Парагвая на юге. На западе её ареал ограничивается Андами. Обитает почти исключительно в тропических лесах. Населяет преимущественно низменности до 900 м над уровнем моря, в Венесуэле встречается только до высоты 500 м, а в Эквадоре — до 400 м. Обычно населяет болота и канавы в тропических лесах или на влажных лугах. Иногда может заходить в более глубокие пруды и реки. Предпочитает небольшие и тихие реки, поэтому возле крупных встречается намного реже. Этих птиц также наблюдали в траншеях кофейных плантаций и на затопленных рисовых полях. Ведёт оседлый образ жизни, однако в Дариене в Панаме могут быть сезонные перемещения.

## Образ жизни
Южноамериканские кваквы обычно живут поодиночке, хотя бывают случаи, когда их видели парами или группами. Этих птиц можно встретить вместе с другими видами, такими как белая американская цапля (Egretta thula) и алый ибис (Eudocimus ruber), однако они избегают больших смешанных стай, в которых встречаются менее чем в 1 % наблюдаемых скоплений околоводных птиц на кормлении. Южноамериканские кваквы уступают большим белым цаплям (Ardea alba), но доминируют над белыми американскими цаплями (Egretta thula) и зелёными кваквами (Butorides striatus).

## Питание
Южноамериканская кваква предпочитает добывать корм на берегу или среди плавучей растительности, охотится в основном на рыбу, а также на водных насекомых и личинок, головастиков и лягушек. Длина пойманных кваквой рыб обычно составляет от 1 до 5 см. На насекомых она охотится в близрасположенной растительности вдоль реки или пруда, а на рыбу — на мелководье. Успешными бывают 23 % попыток поймать добычу. Охотятся главным образом днём, но могут быть активными и в сумерках. Охотятся обычно в одиночку. Часто перемещаются между местами кормления, иногда взлетая до 100 м.

## Размножение
О размножении южноамериканской кваквы известно очень мало. Разведение в неволе показывает, что самка может отложить 2—4 белых яйца, инкубация которых длится 26—27 дней, у птенцов белый пух. Однако этих содержавшихся в неволе молодых птиц не удалось вырастить, возможно, из-за недостаточного питания или ненормального поведения взрослых. Судя по птицам со схожей биологией, вполне вероятно, что они сохраняют семейные группы и заботятся о птенцах даже после того, как они достигли стадии слётка. Может существовать двухцикловая модель размножения, когда северные и южные популяции размножаются в разное время года.

## Охрана
У южноамериканской кваквы достаточно обширный ареал, поэтому, несмотря на то, что общая численность вида и её тенденция не известны, считается, что вид находится вне опасности. Тем не менее, в Эквадоре, Колумбии, Венесуэле и Панаме плотность популяции кваквы очень низкая и она считается там редким видом. Южноамериканская кваква способна адаптироваться к изменениям человеком естественных местообитаний и, как показывают наблюдения, всё чаще встречается в искусственных ландшафтах. Так, несколько квакв были замечены в небольших водоёмах вдоль Трансамазонского шоссе в Бразилии. Однако, учитывая, что это вид, обитающий в основном в лесах на побережьях рек, потеря этой среды обитания из-за вырубки и превращения леса в пастбища может представлять собой долгосрочную угрозу для кваквы.

## Фото

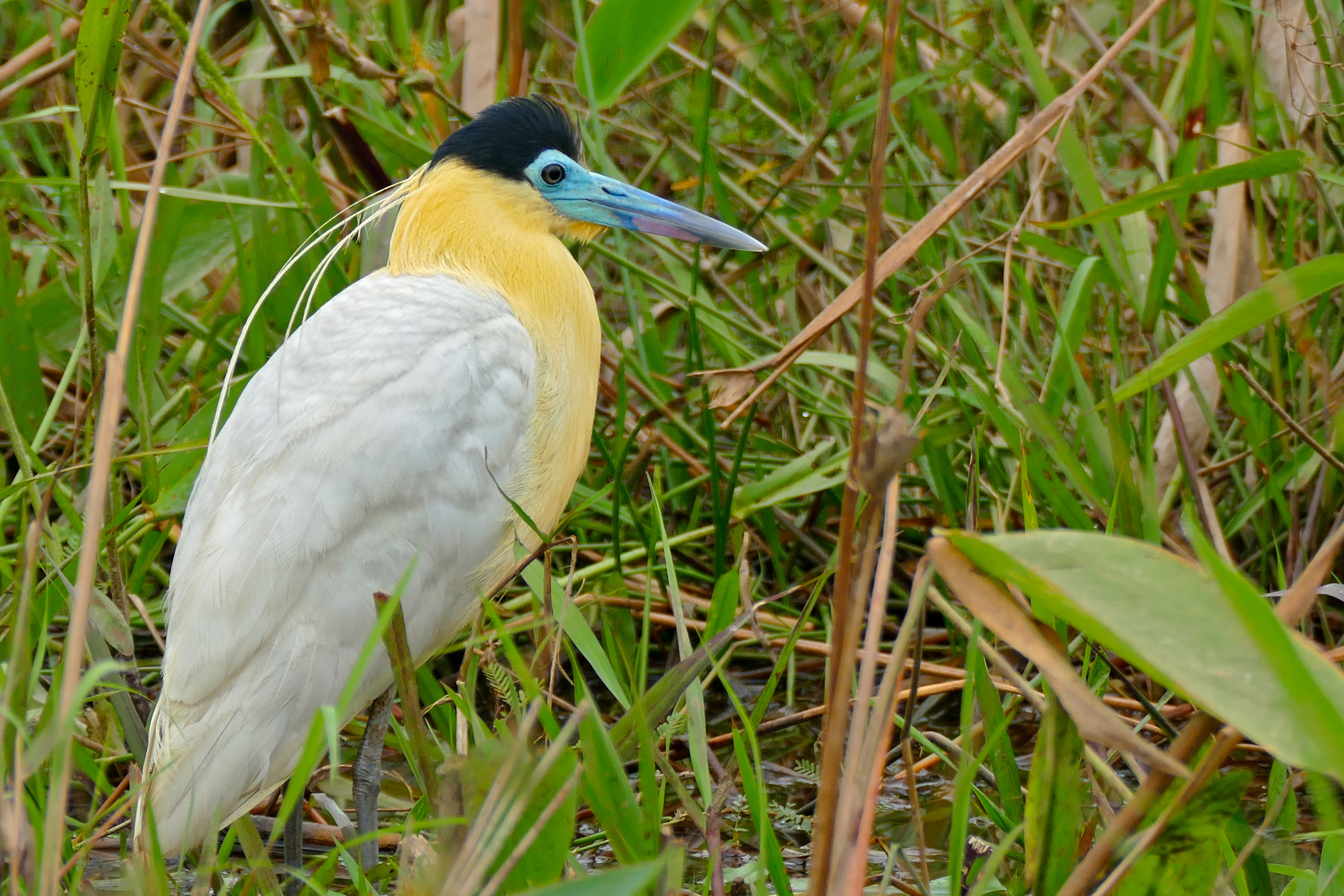
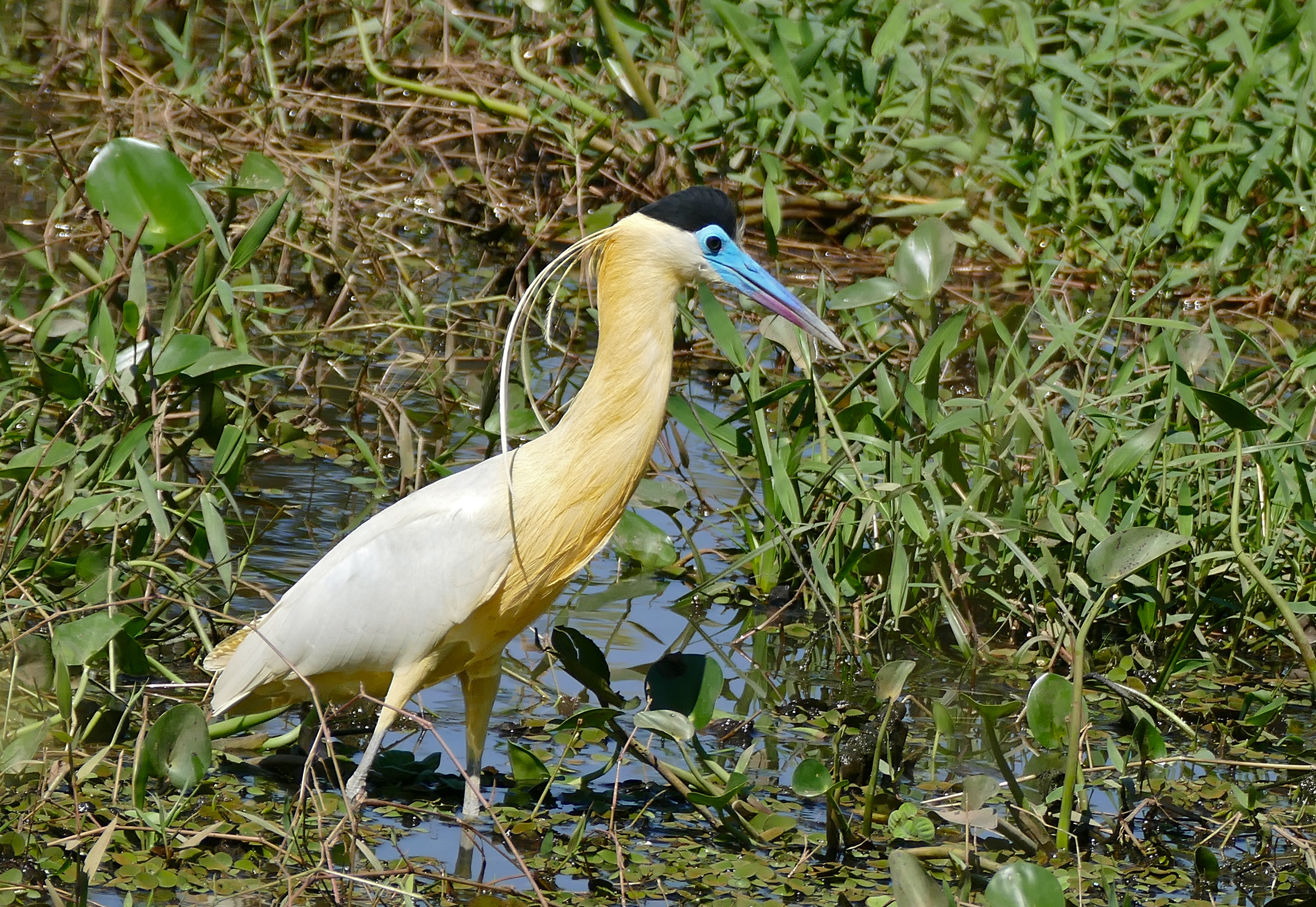
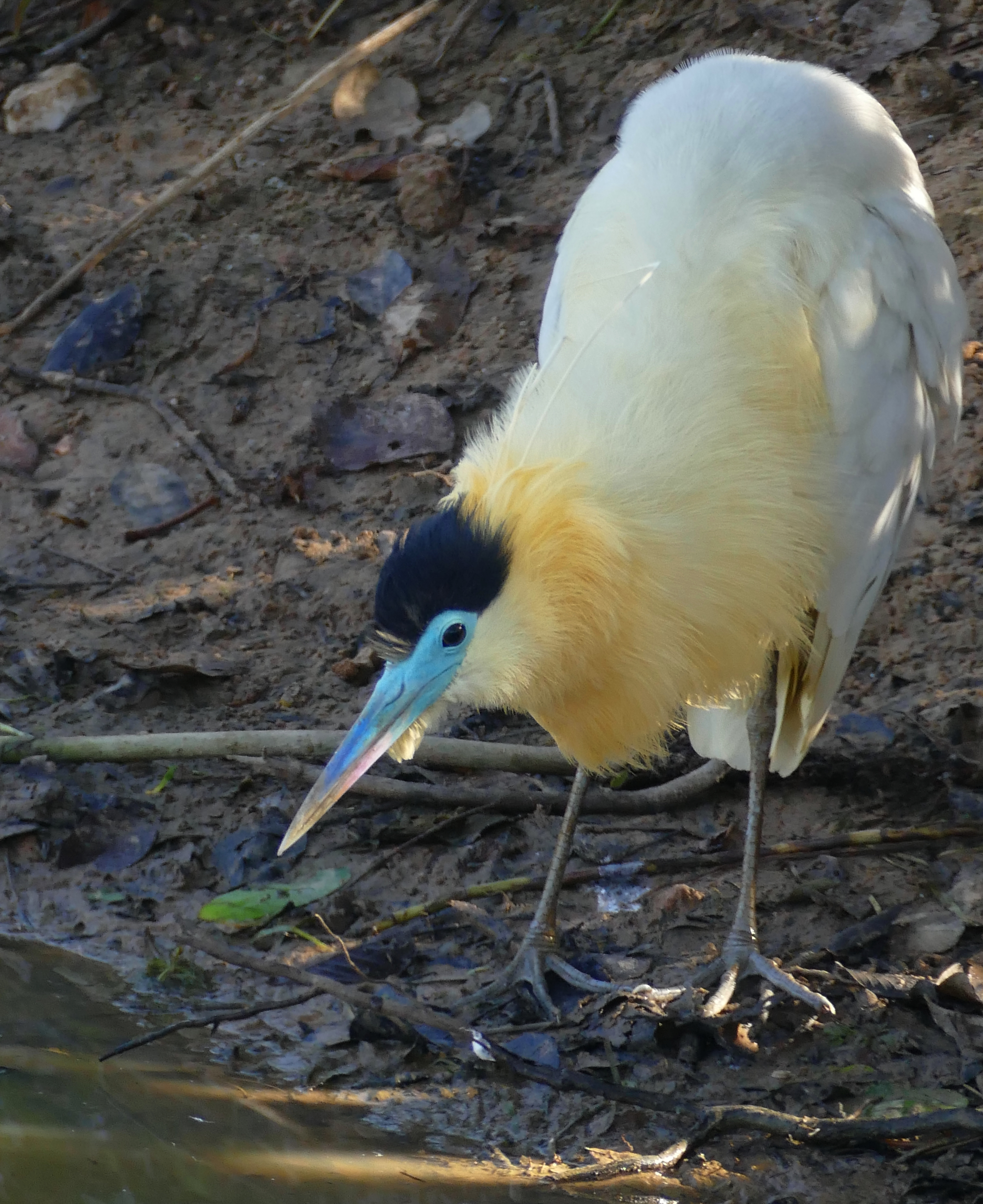
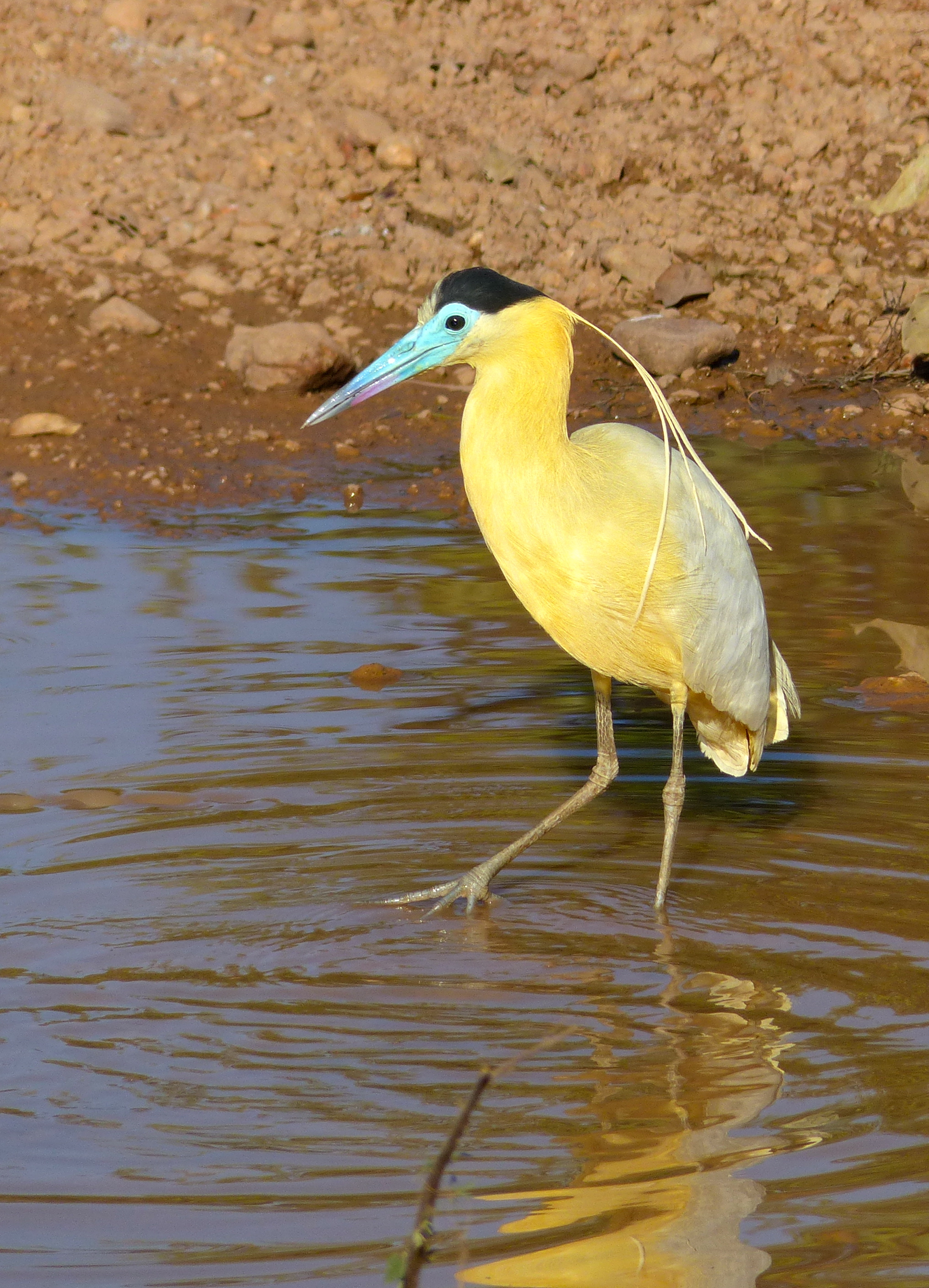
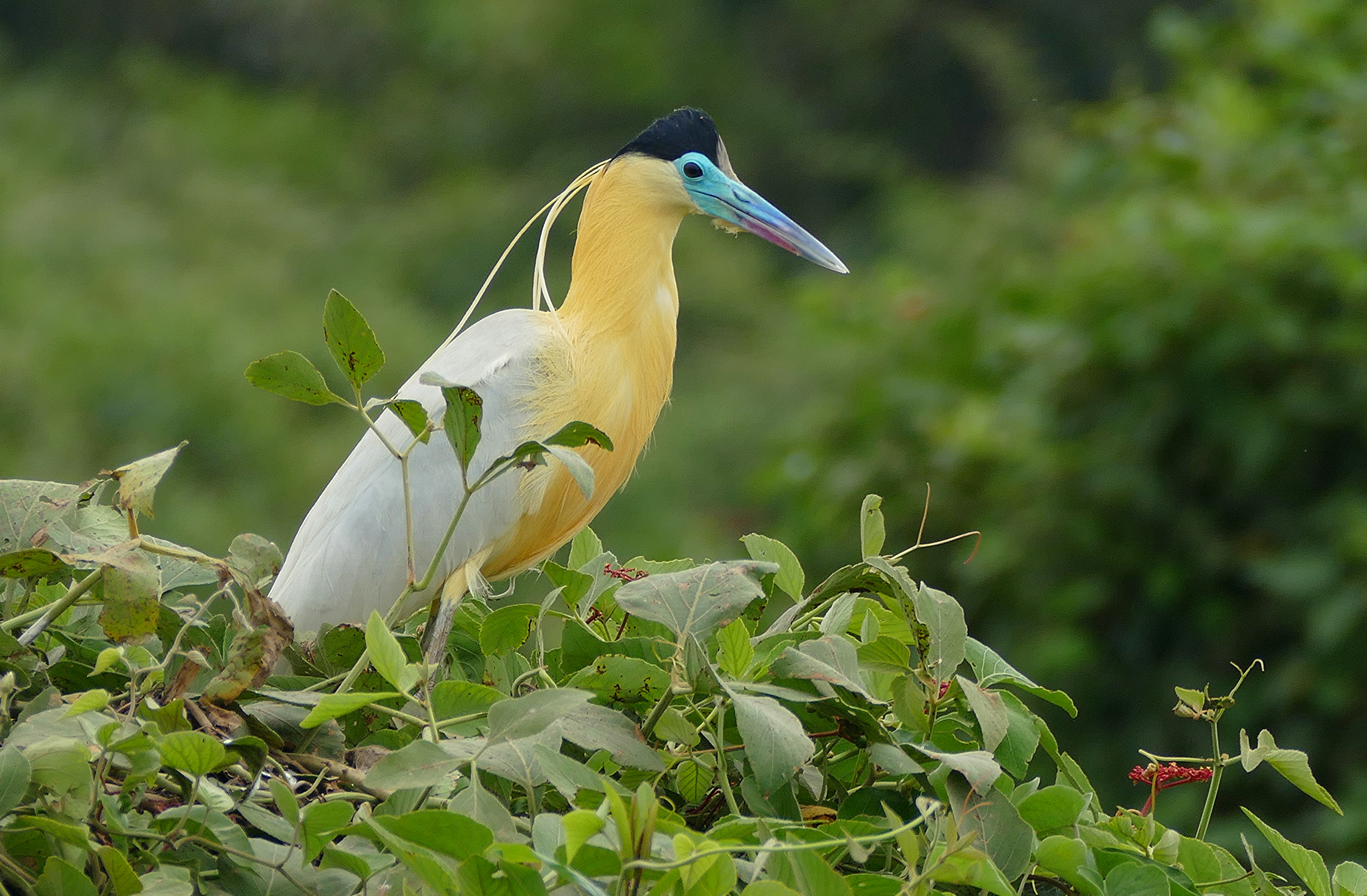
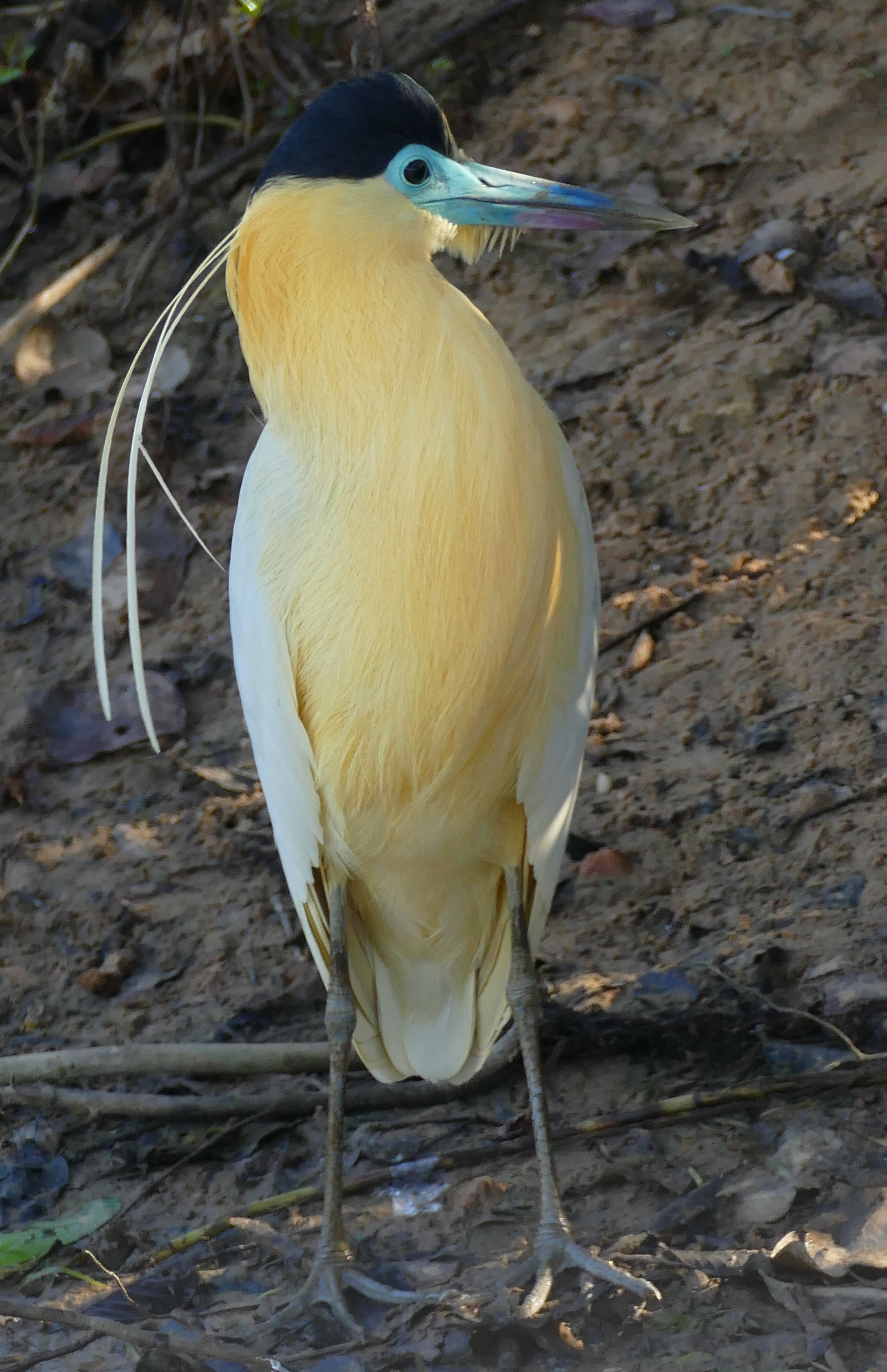
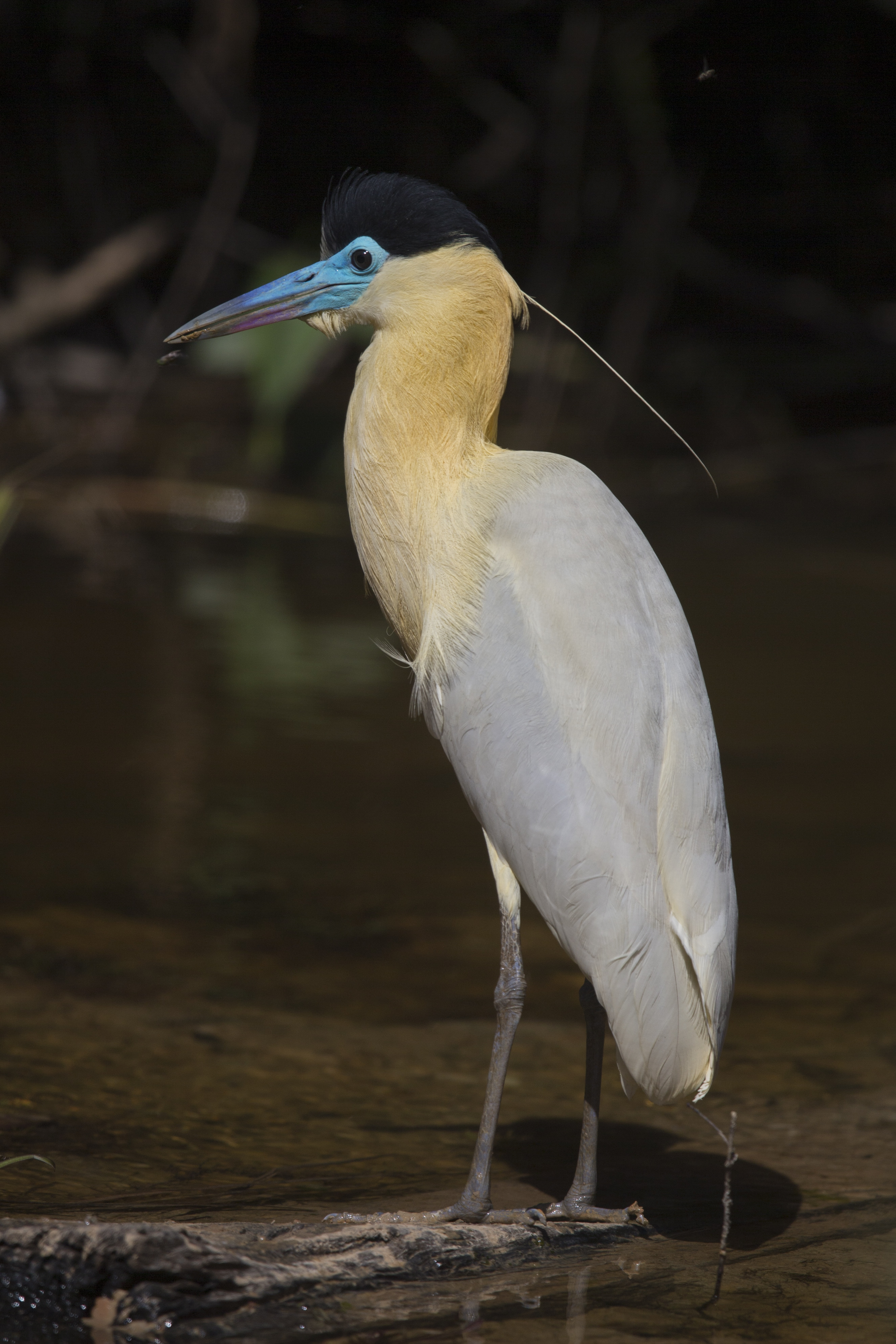
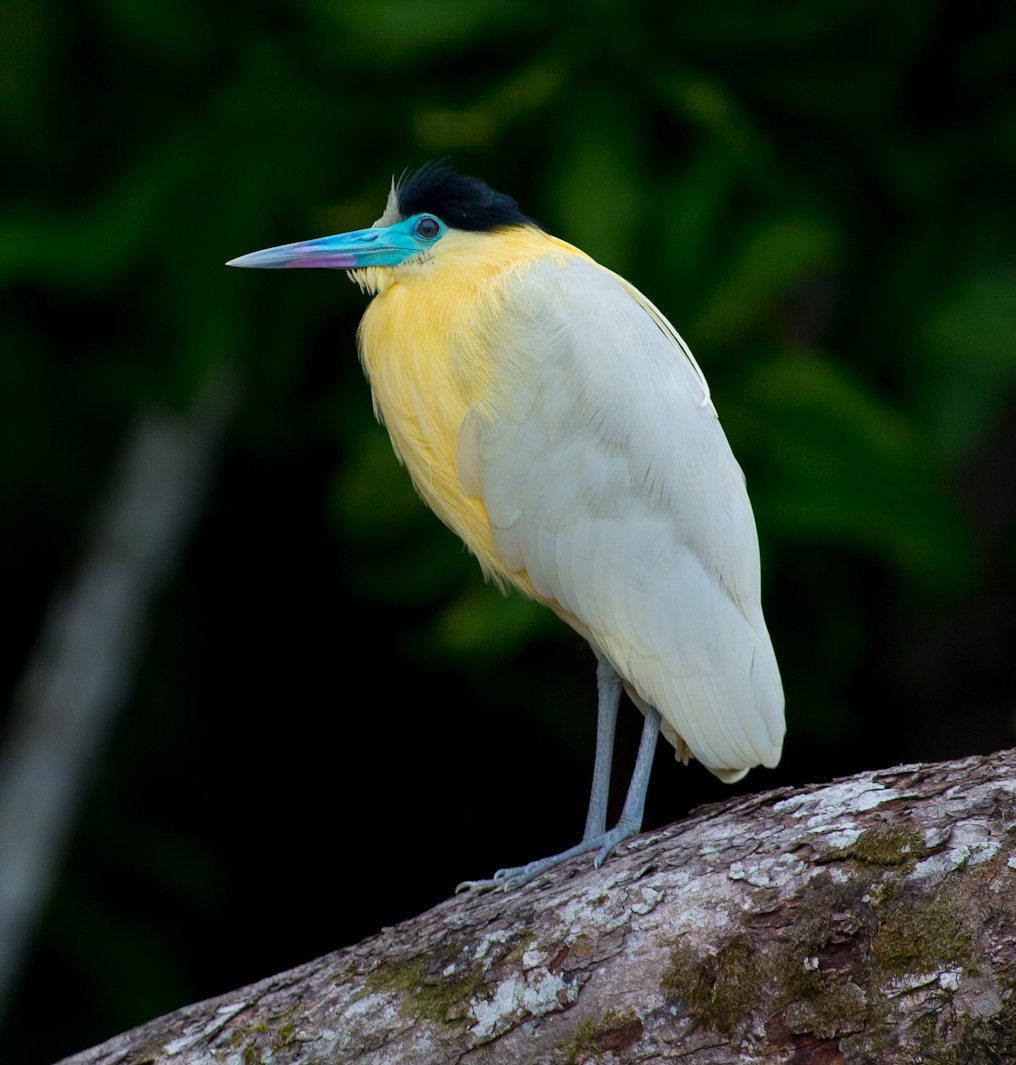